# Sättna landskommun
Sättna landskommun var en tidigare kommun i Västernorrlands län.

## Administrativ historik
Kommunen bildades i Sättna socken i Medelpad, när 1862 års kommunalförordningar trädde i kraft.
Vid kommunreformen 1952 gick Sättna landskommun upp i den nya storkommunen Selångers landskommun som i sin tur gick samman med Sundsvalls stad 1965. Sedan 1971 ingår området i Sundsvalls kommun.

## Politik

### Mandatfördelning i valen 1938-1946
| 9 | 9 | 3 |

| 21 |

| 9 | 4 | 7 |

| 19 |

| 6 | 11 | 3 |

| 19 |